# Bryan Building
Le Bryan Building est un bâtiment américain situé dans le centre-ville de Fort Lauderdale, en Floride. Utilisé comme bureau de poste puis surtout comme hôtel, il est inscrit au Registre national des lieux historiques depuis le 30 octobre 1997.